# Luna nueva

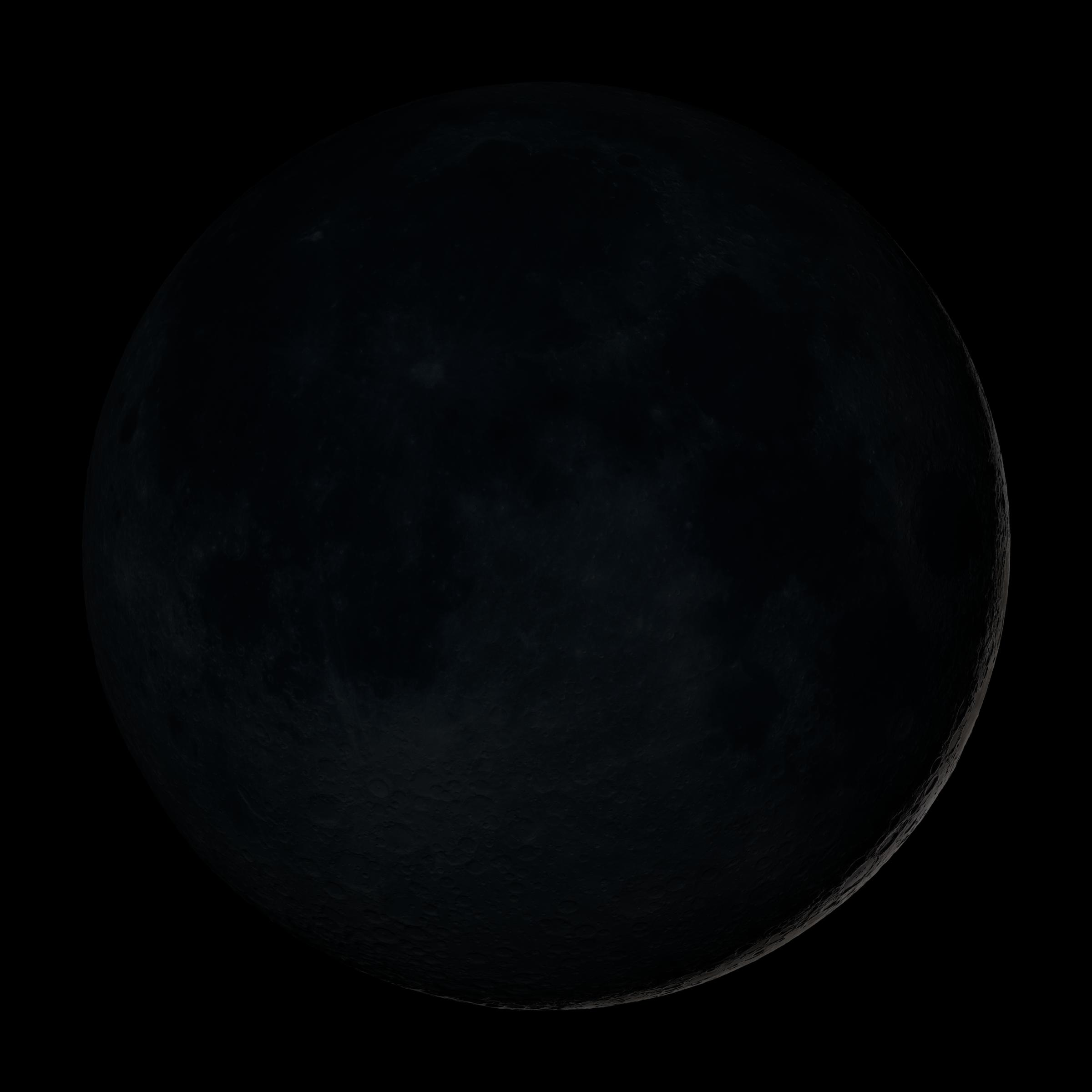
Luna nueva.

La luna nueva, novilunio o interlunio es una edianefase lunar que sucede cuando la Luna se encuentra situada exactamente entre la Tierra y el Sol, de manera que su hemisferio iluminado no puede ser visto desde la Tierra.

## Otros datos
"Luna nueva astronómica", también conocida como "luna negra" o "luna oscura", es la posición en el espacio en la que el Sol, la Luna y la Tierra forman un ángulo de casi 180°, es decir, los tres astros se encuentran en una aparente línea recta y mientras dura esta posición no es posible ver la Luna desde la Tierra, ya que esta queda oculta del resplandor del Sol. Durante esta fase lunar, cuando se dan ciertas condiciones específicas, se producen los eclipses de Sol, ya sean parciales, anulares o totales.
Esto no debe confundirse con lo que se conoce como "luna nueva" (pero visible) o "luna creciente" o "creciente de luna", que es la primera aparición de la Luna en el cielo después de haberse producido la luna nueva astronómica. Aproximadamente entre 18 y 30 horas después de haberse producido la "luna nueva astronómica", los tres astros cambian ligeramente de posición y ya no forman una línea recta. Bajo esta nueva situación, la Luna empezará a verse en el cielo vespertino como un pequeño rasgo en forma de cuerno o de diminuta guadaña, ubicado hacia el oeste y una vez ocultado el Sol y en el crepúsculo que aún queda, se podrá observar la "luna nueva visible". Esta era antiguamente la señal esperada por algunos de los pueblos semíticos (judíos, árabes) para dar comienzo al primer día de cada mes lunar.
Todos los meses la Luna vuelve a estar en la posición correspondiente a luna nueva (luna nueva astronómica) con respecto a la Tierra y el Sol, pero el ángulo en que se encuentran los tres astros en el espacio no forma siempre un ángulo de 180°. Si así fuera, todos los meses se produciría un eclipse de Sol durante la luna nueva y 14 días después otro eclipse, esta vez lunar, durante la luna llena. No necesariamente en cada luna nueva debe ocurrir un eclipse de Sol, sin embargo, todo eclipse de Sol es tanto precedido como antecedido por la luna nueva.  
Los eclipses son sumamente raros de ver debido a las condiciones específicas bajo las que se producen. En la mayoría de los casos, durante la luna nueva el ángulo de alineación de los tres cuerpos celestes es ligeramente inclinado y se ubica muy cerca los 180°, mas no llega a ser exacto. A causa de este fenómeno, en algunas oportunidades desde el punto de vista de un observador ubicado en la superficie de la Tierra, la Luna pasará frente al Sol ubicándose por encima de este y en otras pasará por debajo de él. El observador en la Tierra no nota ningún eclipse ni otro fenómeno extraño ya que el paso del disco de la Luna frente al Sol queda oculto por el intenso resplandor de este.